# Mostarda (condimento)

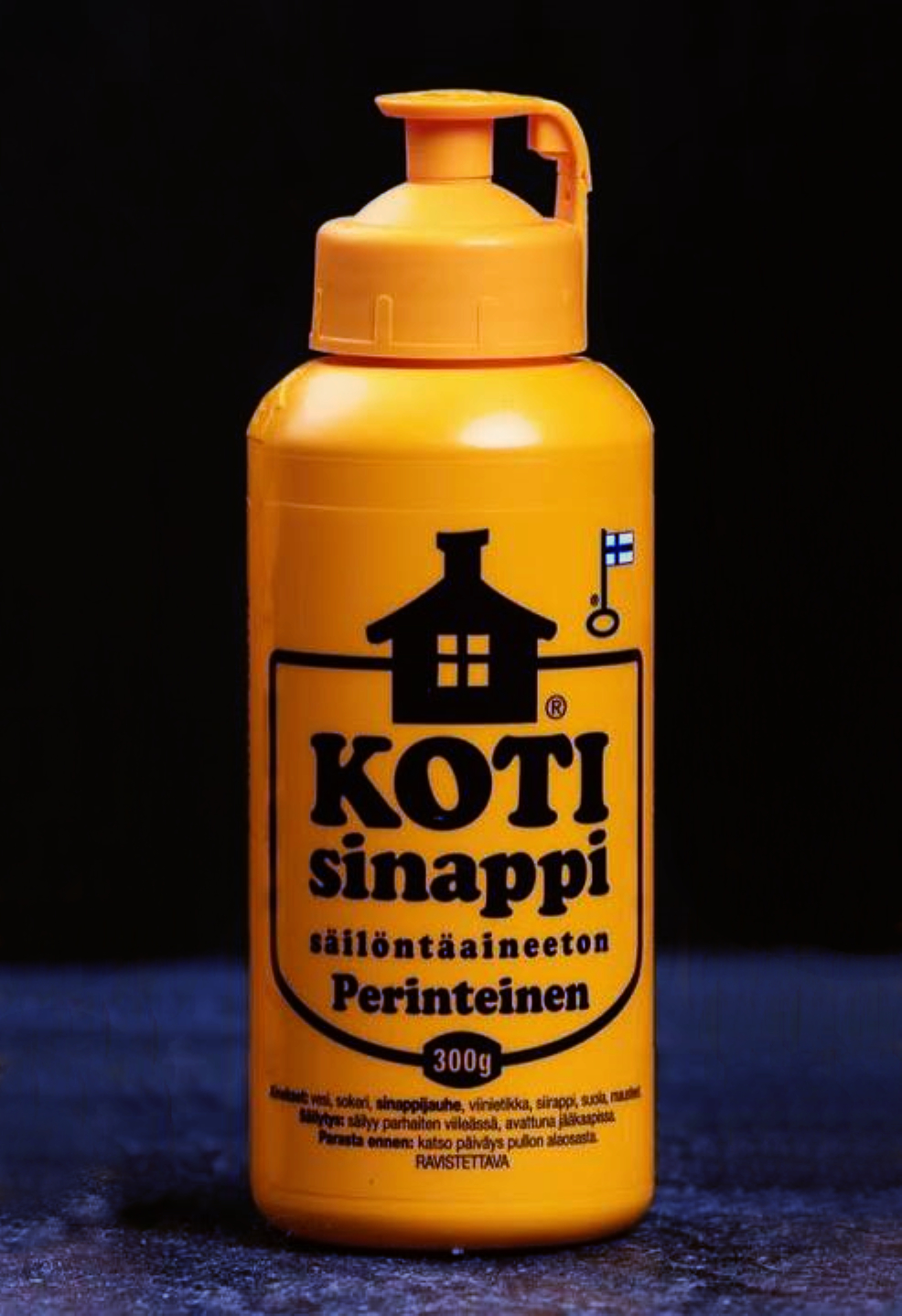
Uma garrafa de Kotisinappi, uma mostarda amarela finlandesa.

Mostarda é um tempero que se pode apresentar tanto na forma de um pó ou farinha feita da semente de mostarda como também na forma duma pasta, amarela ou amarronzada, feita da mistura daquele pó com mosto, vinagre e sal. Comumente, acompanha carnes, queijos, sanduíches, hambúrgueres, salsicha, salgados, cachorro-quente, batatas etc.

## Etimologia
O primeiro elemento de "mostarda" deriva do termo latino mustum, "mosto", pois, originalmente, o molho era feito misturando mosto à pasta obtida pela moagem das sementes de mostarda. O segundo elemento da palavra vem do termo latino ardens, "ardente".

## História
Escavações arqueológicas no vale do Indo revelaram que a mostarda já era cultivada nessa civilização, que existiu até aproximadamente o ano 1850 a.C.
Provavelmente, os romanos foram os primeiros a usar a mostarda na preparação de condimentos. Eles misturavam suco de uva não fermentado (mosto) com as sementes de mostarda (chamada sinapis) para fazer "mosto ardente", mustum ardens.
Uma receita de molho de mostarda consta do De re coquinaria, o livro de receitas romano compilado anonimamente no final do século IV e início do século V. A receita compõe-se de uma mistura de sementes de mostarda, pimenta-preta, cominho, levístico, sementes grelhadas de coentro, endro, salsão, tomilho, orégano, cebola, mel, vinagre, molho de peixe e óleo, e era usada para lustrar javalis assados no espeto.
Os romanos, provavelmente, exportaram sementes de mostarda para a Gália. Por volta do século X, monges da Abadia de Saint-Germain-des-Prés absorveram o conhecimento romano da preparação da mostarda e começaram sua própria produção. A primeira aparição dos produtores de mostarda nos registros reais de Paris data de 1292. Dijon, na França, se tornou um reconhecido centro de produção de mostarda por volta do século XIII. A popularidade da mostarda em Dijon é evidenciada por registros escritos que testemunham que foram consumidos, numa festa em 1336 promovida pelo duque da Borgonha, 320 litros de creme de mostarda. Em 1877, foi estabelecido um dos mais famosos produtores de mostarda de Dijon, Grey Poupon, através da união de Maurice Grey (um produtor de mostarda de Dijon com uma receita especial com vinho branco) e Auguste Poupon (seu apoiador financeiro). Seu sucesso foi favorecido pela criação da primeira máquina automática de produção de mostarda. Em 1937, a mostarda de Dijon ganhou a denominação de origem controlada. Devido a sua longa tradição na produção de mostarda, a cidade de Dijon detém o título de capital mundial da mostarda.
O mais antigo registro escrito do uso da mostarda como condimento na Inglaterra data de 1390, no livro Fôrma de Cury, que foi escrito pelos cozinheiros chefes do rei Ricardo II. A mostarda era usada na forma de bolas de mostarda, preparadas com sementes de mostarda misturadas com farinha e canela, umedecidas, enroladas em bolas e secas. As bolas era armazenadas facilmente, e podiam ser misturadas com vinagre ou vinho para se fazer pasta de mostarda quando necessário. A cidade de Tewkesbury era conhecida pela alta qualidade de suas bolas de mostarda, originalmente feitas com semente de mostarda misturada com Armoracia rusticana e seca para armazenagem. A mostarda dessa cidade era exportada para Londres e outras cidades do país, sendo mencionada na peça Henrique IV, Parte 2, de Shakespeare.
O primeiro registro de uso da mostarda como tempero para cachorro-quente nos Estados Unidos ocorreu na Exposição Universal de 1904, com o surgimento do molho amarelo-brilhante de mostarda French's.

## Uso culinário
A mostarda é mais usada na mesa como condimento para carnes frias ou quentes. Também é usada como ingrediente da maionese, vinagrete, marinados e molho de churrasco. Também é um popular acompanhamento para cachorro-quente, bretzel e bratwurst. Nos Países Baixos e no norte da Bélgica, é usado comumente para se preparar sopa de mostarda, que inclui mostarda, creme, salsa, alho e pedaços de toucinho salgado. Como emulsificante, a mostarda pode estabilizar a mistura de dois ou mais líquidos imiscíveis entre si, como água e óleo por exemplo. Adicionada ao molho holandês, a mostarda pode inibir a coagulação.

### Valor nutricional
Como condimento, a mostarda possui, em média, cinco quilocalorias por colher de chá. Entre os nutrientes encontrados na mostarda, podem ser citados o selênio e o ômega 3.

### Preparação
As muitas variedades preparadas de mostarda têm variados graus de intensidade e sabor, dependendo da variedade de semente de mostarda e do método de preparação. Preparados a partir da mostarda-branca (Sinapis alba) possuem um sabor menos pungente que preparados a partir da mostarda-negra (Brassica nigra) ou da mostarda-marrom-indiana (Brassica juncea). A temperatura da água e a concentração de ácidos como vinagre também podem influenciar na força do molho: líquidos mais quentes e ácidos mais fortes desnaturam as enzimas que fazem os compostos geradores de força. Assim, mostardas "quentes" são feitas com água fria, enquanto água quente gera mostardas mais suaves, desde que todas as outras condições não variem.
Óleo de mostarda pode ser extraído da casca e do miolo da semente de mostarda.

### Sabores
A planta de mostarda possui um sabor pungente, quente e penetrante.
Ao se misturar semente de mostarda moída e água, ocorre uma reação química entre dois componentes da semente: a enzima tioglucosidase e vários glicosinolatos, como sinigrina e sinalbina. A tioglucosidase transforma os glicosinolatos em vários isotiocianatos conhecidos genericamente como óleo de mostarda. As concentrações de diferentes glicosinolatos nas variedades de planta de mostarda, e os diferentes isotiocianatos que são produzidos, produzem diferentes sabores e intensidades.
- Isotiocianato de alila e isotiocianato 4-hidroxibenzil são responsáveis pelo sabor penetrante, forte e pungente na mostarda, na Armoracia rusticana, no wasabi e no alho, porque eles estimulam os canais iônicos nos nociceptores da boca e nariz. O calor da preparação de mostarda pode se dissipar com o tempo.[20] Isso se deve à gradual quebra química do isotiocianato 4-hidroxibenzil.
- sulforafano, isotiocianato de fenetil e isotiocianato de benzil geram sabores mais suaves quando encontrados na couve, couve-de-bruxelas, agrião e repolho.
- o sulfóxido encontrado no sulforafano é, estruturalmente, similar ao tiol, que gera odores semelhantes ao alho e à cebola.

O condimento preparado de mostarda também pode conter ingredientes que lhe conferem um sabor salgado, ácido ou doce. O açafrão-da-terra costuma ser adicionado à mostarda para lhe dar sua tradicional coloração amarelada.

## Armazenamento
A mostarda preparada é vendida em garrafas de vidro, garrafas plásticas ou tubos de metal. Por causa de suas propriedades antibióticas e acidez, a mostarda não requer refrigeração para ser conservada; ela não desenvolve bactérias daninhas. A mostarda pode durar indefinidamente sem estragar, embora ela possa secar, perder o sabor, ou escurecer por causa de oxidação. Quando a mostarda seca, é aconselhável se adicionar um pouco de vinho ou vinagre. Algumas mostardas armazenadas por longo tempo podem separar seus componentes, o que pode ser corrigido misturando-se a mostarda. Se guardada por longo tempo fora da geladeira, a mostarda pode ficar amarga.
Quando sementes de mostarda são umedecidas e esmagadas, ativa-se uma enzima que libera compostos sulfurosos pungentes que evaporam rapidamente. Um líquido ácido, como o vinagre ou vinho, produz uma pasta de maior duração. Porém a mostarda preparada perde sua pungência ao longo do tempo; essa perda pode ser retardada quando se sela o recipiente (opaco ou ao abrigo da luz) que contém a mostarda, e se o mantém num lugar frio ou no refrigerador.

## Variedades
Lugares renomados por sua mostarda incluem: Dijon (intensidade média) e Meaux, na França; Norwich (bem quente) e Tewkesbury, na Inglaterra; e Düsseldorf (quente), Bautzen (intensidade média) e Baviera, na Alemanha. Eles variam nos temperos utilizados e nos seus métodos de fabricação. A casca das sementes pode ser moída junto com o miolo, ou ser descartada por ventilação depois da prensa inicial. A mostarda de grão integral conserva algumas sementes inteiras ou parcialmente moídas. A mostarda doce da Baviera contém muito pouco ácido, e usa largas quantidades de açúcar para preservação. A mostarda de Tecuci, na Romênia, é uma mostarda doce bastante popular no sudeste da Europa, sendo utilizada para acompanhar carnes grelhadas como o mititei. Algumas vezes, a mostarda preparada é cozida a fogo lento para amenizar sua pungência. Algumas vezes, ela é envelhecida. A mostarda irlandesa é uma mostarda de grão integral misturada com uísque, oatmeal stout (geralmente Guinness), ou mel. Karashi é uma mostarda picante japonesa.

### Preparação caseira
A mostarda picante de mesa pode ser preparada facilmente em casa misturando-se mostarda em pó (semente de mostarda moída, açafrão-da-terra e farinha de trigo) com água ou um líquido ácido (vinho, vinagre, leite, cerveja) até se obter a consistência desejada, e deixando-se descansar por dez minutos. Costuma ser preparada imediatemente antes da refeição. A mostarda preparada com água é mais pungente, porém se deteriora mais rapidamente.

### Mostarda de Dijon
A mostarda de Dijon surgiu em 1856, quando Jean Naigeon de Dijon trocou o vinagre usual por suco de uva verde. Atualmente, a maior parte das mostardas de Dijon contém vinho branco em lugar de suco de uva verde.
"Mostarda de Dijon" não é uma denominação de origem protegida. Embora existam fábricas de mostarda em Dijon e arredores, a maior parte das mostardas ditas "de Dijon" é fabricada em outro lugar.

### Mostarda inglesa
Possui coloração amarela-brilhante e uma consistência relativamente espessa. É mais forte que as outras mostardas. Sua marca mais famosa é a Colman's, de Norwich, que surgiu inicialmente em 1814 como um pó vendido numa lata amarela. William Taylor, na cidade de Newport Pagnell, foi a primeira pessoa a vender mostarda inglesa em formato preparado, em 1830.

### Mostarda francesa
Esta mostarda marrom-escura, suave e acridoce, apesar do nome, não é de origem francesa. Ela é típica do Reino Unido, e foi inventada pela empresa Colman's em 1936. Tornou-se um popular acompanhamento para bifes. A Colman's interrompeu sua produção em 2001.

### Mostarda amarela/estadunidense
É a mostarda mais popular nos Estados Unidos. Possui sabor suave e coloração amarela, obtida pelo uso de açafrão-da-terra. Supostamente, foi criada em 1904 por George J. French. Costuma acompanhar cachorros-quentes, hambúrgueres, salada de batata, sanduíche, bretzel, molho de churrasco e molho de salada.

### Mostarda picante marrom
Também é comum nos Estados Unidos. As sementes são grosseiramente moídas, conferindo um aspecto salpicado de amarelo-acastanhado à mostarda. Algumas variedades possuem Armoracia rusticana, que a torna mais picante. Na Luisiana, é chamada de "mostarda crioula".

### Mostarda de cerveja
Usa cerveja no lugar de vinagre. Supostamente, surgiu no século XX, na Região Centro-Oeste dos Estados Unidos, e continua a ser um popular molho local.

### Mostarda de grão integral
As sementes inteiras são misturadas com outros ingredientes. A mostarda de Groninga (província) é um exemplo de mostarda com grão parcialmente moído.

### Mostarda de mel
É uma mistura de mostarda e mel, a uma razão de 1:1. Costuma ser usada em sanduíches e em petiscos. Pode ser misturada a vinagre ou azeite para se transformar em molho de salada. Costuma ser usada na culinária do Reino Unido para untar carne grelhada.

### Mostarda picante apimentada
Pimenta chili com variados graus de ardor é usada para se fabricar mostarda picante, a partir de uma base de outros tipos de mostarda.

### Mostardas de fruta
A mostarda de frutas foi criada na Lombardia no século XIV. Grandes pedaços de fruta eram imersos num xarope agridoce de mostarda, e acompanhavam a carne. Era muito apreciada pelos duques de Milão. Variações tradicionais de mostardas de frutas incluem mostarda de maçã (tradicional em Mântua, e bem picante), mostarda de marmelo (suave e com uma aparência de geleia) e mostarda de cereja. Em muitas regiões da Itália, o termo mostarda se refere a temperos doces, feitos com frutas, vegetais e mosto (suco de uva fervido até o ponto de xarope).

### Mostarda quente
A expressão "mostarda quente" é usada para mostardas que realçam o sabor picante natural das sementes. Geralmente, elas usam a mostarda-preta ou a mostarda-marrom, que possuem um sabor mais picante que a mostarda-branca.

### Mostardas com destilados
São feitas com bebida destilada. Variações incluem mostardas da ilha de Arran com uísque, mostarda de destilado de pêssego, mostarda de cognac, mostarda de Jack Daniel's etc.

### Mostarda doce
Foi criada em 1854 por Johann Conrad Develey em Munique. É típica da Baviera, Áustria e Suíça. É feita com semente de mostarda moída, adoçada com açúcar, molho de maçã ou mel. Costuma acompanhar Weisswurst ou Leberkäse.

### Kasundi
É um dos mais populares temperos usados atualmente no subcontinente indiano.

## Alergias
Uma mostarda muito forte pode fazer os olhos lacrimejarem, bem como irritar a língua, o palato e a garganta. As mostardas caseiras podem ter um sabor mais forte que as mostardas preparadas industrialmente.
Qualquer parte da planta de mostarda pode causar alergia em algumas pessoas, incluindo anafilaxia. O regulamento 1169/2011 da União Europeia determina que a presença de mostarda, ainda que acidental, num produto precisa ser indicada na embalagem com uma tipografia especial.